# Emirato di Dhala
Il Dhala o Dhali` (in arabo: الضالع AD-Ḍāli'), o Amiri (in arabo: الأميري al-Amiri), ufficialmente Emirato di Dhala (in arabo: إمارة الضالع Imarat AD-Ḍāli') era uno stato del Protettorato di Aden, della Federazione degli Emirati Arabi del Sud e dell'entità che la seguì, la Federazione dell'Arabia Meridionale. La sua capitale era Al-Dali'.

## Storia
Inizialmente Dhala era sotto la sovranità degli imam zaydi dello Yemen. Nel 1904 divenne un protettorato britannico per poi aderire al Protettorato di Aden. Da esso dipendeva lo Sceiccato di Qutaibi.
Fu uno dei membri fondatori della Federazione degli Emirati Arabi del Sud nel 1959 e dell'entità che la seguì, la Federazione dell'Arabia Meridionale, nel 1963.
Le Radfan Hills, nominalmente sotto il controllo degli emiri di Dhala, furono teatro di aspri combattimenti tra le forze britanniche e i locali Qutaibis nella prima metà degli anni '60.
L'ultimo emiro Shafaul ibn Ali Shaif Al Amiri, fu deposto e lo stato abolito nel 1967 alla fondazione della Repubblica Democratica Popolare dello Yemen.
L'area fa parte della Repubblica dello Yemen dal 1990.

## Elenco degli emiri
I regnanti portavano il titolo di Amir Dali.
- Shafa`ul al-`Amiri (.... - ....)
- Ahmad ibn al-Shafa`ul `Amiri (.... - ....)
- Al-Hasan ibn Ahmad al-`Amiri (.... - ....)
- `Abd al-Hadi ibn al-Hasan al-`Amiri (.... - ....)
- Musa`id ibn al-Hasan al-`Amiri (1839 ?)
- Shafa`ul ibn 'Abd al-Hadi al-`Amiri (.... - gennaio 1872)
- 'Ali ibn Muqbil al-`Amiri (1ª volta) (aprile 1872 - 1873)
- Muhammad ibn al-Musa`id `Amiri (1873 - dicembre 1873)
- `Ali ibn al-Muqbil `Amiri (2ª volta) (gennaio 1874 - aprile 1874)
- 'Abd Allah ibn Muhammad al-`Amiri (aprile 1874 - marzo 1878)
- `Ali ibn al-Muqbil `Amiri (3ª volta) (marzo 1878 - 10 settembre 1886)
- Sha'if ibn Sayf al-`Amiri (settembre 1886 - 22 dicembre 1911)
- Nasir ibn al-Sha'if `Amiri (1ª volta) (dicembre 1911 - 1920)
- Haydara ibn Nasir al-`Amiri (1920 - 1928)
- Nasir ibn al-Sha'if `Amiri (2ª volta) (luglio 1928 - 1947)
- `Ali ibn 'Ali al-`Amiri (1947 - 1954)
- Shafa`ul ibn 'Ali al-`Amiri (1954 - 17 agosto 1967)